# Tugare
Tugare je mjesto u Srednjim Poljicima, administrativno u sastavu grada Omiša. Čine ga zaselci: Ume (Hume), Podume (Podhume), Račnik, Strane, Čažin Dolac, Truša, Dočine, Pasike, Orebić, Osić, Semeljin, Zastinje, Gajine, Vodičko i Prokop. Od navedenih zaseoka napušteni su Ume, Osić i Orebić.  
Tugare su smještene između dva ogranka Mosora: Mošnice na jugu i Očura na sjeveru. Zapadno se pogled proteže preko Peruna, a na istoku se otvara vidik prema omiškoj Dinari i Biokovu.
Mjesto je povezano sa Splitom redovnom gradskom autobusnom linijom 29 i prigradskom autobusnom linijom 68 koja prometuje iz Šestanovca.

## Stanovništvo
Prema popisu stanovnika iz 2021. Tugare imaju 875 stanovnika. Hrvati su autohtoni i većinski stanovnici ovog mjesta.
| broj stanovnika | 411   | 551   | 690   | 743   | 856   | 913   | 814   | 927   | 993   | 747   | 743   | 757   | 713   | 771   | 781   | 885   | 875   |
|                 | 1857. | 1869. | 1880. | 1890. | 1900. | 1910. | 1921. | 1931. | 1948. | 1953. | 1961. | 1971. | 1981. | 1991. | 2001. | 2011. | 2021. |

## Uprava
Tugare su administrativno podijeljene na tri jedinice lokalne samouprave: Čažin Dolac, Dočine i Podume.

## Društvo
Na području Tugara djeluju dvije udruge za očuvanje baštine: "Sveti Frane" iz Čažina Doca i "Sveti Roko" iz Poduma. Imena su dobile po zaštitnicima zaseoka iz kojih dolaze a osnovni cilj im je provođenje projekta županije "Etno-eko selo", kojim se nastoje obnoviti matični zaseoci u svrhu seoskog turizma.
Također postoji i udruga "Lasta" koja se bavi problematikom djece predškolske i školske dobi.

## Znamenitosti
Glavna župna crkva je crkva Porođenja Blažene Djevice Marije, i nalazi se na povijesnom lokalitetu koji također nosi naziv Tugare, tako da mještani za odlazak u crkvu često kažu: "idem na Tugare". Za cijeli lokalitet, koji uključuje i dva arheološka nalazišta, izrađen je izvedbeni projekt koji uključuje proširenje groblja, izgradnju mrtvačnice i uređenje cjelokupnog prostora.
Na Dočinama se nalazi zgrada bivšeg Zadružnog doma. Ispred nje se nalazi lijepi park s polusrušenim spomenikom palim borcima iz II. svjetskog rata, te bistom poznatog hrvatskog glumca Karla Bulića (porijeklom iz Tugara). Pokraj parka nalazi se i spomenik poginulom hrvatskom branitelju iz Tugara Ivi Banu koji je svečano otvoren u listopadu 2019.
Od ostalih znamenitosti vrijedno je spomenuti izvore pitke vode na Učinju u zaseoku Ošić i Polaču u Trušima.
Na Dočinama se, u sklopu parka ispred spomenutog Doma, nalazi tzv. Vuntana i stoljetni dub ispod kojega se Tugarani, posebno mladi, rado okupljaju, osobito ljeti u večernjim satima.
U Tugarima postoji i grb Hajduka napravljen isključivo od prirodnih materijala. Grb je svečano otvoren i prikazan 14. rujna 2012. uz prisutnost splitskog pjevača Vinka Coce.
- crkva Gospe od Bezgrješnog začeća u Trušima, zaštićeno kulturno dobro
- Čažin Dolac, zaštićeno kulturno dobro
- ruralna cjelina Ume, zaštićeno kulturno dobro

## Rekreacija
Tugare imaju osvijetljena igrališta za nogomet i košarku u Podumima i Dočinama, kao i brojne zogove za balote po svim zaseocima.
Također je čitavo područje pogodno za planinarenje,a u novije vrijeme stijene iznad tugarskih zaseoka nezaobilazno je športsko penjalište, jedno od većih u županiji u disciplini bouldering. Do 1980. godine u mjestu je postojao nogometni klub Poljičanin'.

## Zanimljivosti
Tugare su bile poznate po trešnjama koje su u 20. stoljeću bile glavni poljoprivredni proizvod u mjestu. Krajem prošlog stoljeća dogodilo se neobjašnjivo propadanje stabala pa je cjelokupna proizvodnja propala. Ta sorta trešanja se i danas zove "Tugarka", a drugi nazivi su joj "Vladina trišnja" i "Volovsko oko".
Postoje teorije po kojima su Tugare dobile ime po Tugi, jednoj od mitskih sedmero vođa hrvatskih plemena koja su dovela Hrvate iz Zakarpatja i s Tatra u današnju Hrvatsku.
Tugare se prvi put spominju u Trpimirovoj darovnici 852. godine kad je prvi put spomenuto ime Hrvat u pisanom obliku. Samim time svake se godine 4. ožujka obilježava i Dan Tugara.

## Kultura
Od 1994. se godine u Tugarama svake godine održava  smotra poljičkih crkvenih zborova i pučkih pivača.U samoj župi djeluju tri zbora: dječji zbor, mješoviti zbor i pučki zbor. 